# Ungoogled-chromium
ungoogled-chromium (с англ. — «Разгугленный хромиум») — открытый и свободный вариант браузера Google Chromium, не зависящий от веб-сервисов Google, в котором с помощью исправлений, применённых к исходному коду оригинального Chromium, отключено большинство телеметрических, аналитических, персонализирующих, отслеживающих и  геолокационных модулей от Google.

## История разработки и поддержки
Проект был основан анонимным разработчиком под ником «Eloston» для Linux-систем в 2015 году. С 2019 года Eloston значительно сократил своё участие в проекте, а другие энтузиасты продолжали поддерживать разработку. В 2022 году репозиторий GitHub был перенесён из личной учётной записи Eloston в новую учётную запись «ungoogled-software».

## Особенности
- Не изменяет стандартный интерфейс Chromium
- Удалены все веб-службы Google, в том числе Google Safe Browsing
- Отключены функций, для которых требуются домены Google
- Удалены двоичные блоки (блобы) из кода Chromium и заменены собственными альтернативами
- Добавлены десятки флагов запуска для изменения поведения браузера
- В омнибокс добавлен поисковый провайдер «No Search», чтобы вообще отключить поиск из омнибокса
- Отключён автоматическое форматирование URL в омнибоксе, когда исчезает из виду https://
- Отключён показ диалоговых окон JavaScript при закрытии страницы (события onbeforeunload)
- Всплывающие окна принудительно открываются только в новых вкладках
- Отключён детектор редиректа в интранете, так как при запуске Chromium по умолчанию пытается соединиться со случайными доменами вроде http://aghepodlln/, чтобы проверить существование редиректа неудачных DNS-запросов на специфические «заглушки», установленные интернет-провайдером или другим посредником